# Amr ibn Kulthum
Amr ibn Kulthum Ibn Malik Ibn  A'tab Abu Al-Aswad al-Taghlib (en árabe: عمرو بن كلثوم‎: en árabe: عمرو بن كلثوم‎; muerto en 584), fue un caballero y líder de la tribu Taghlib (en árabe: عمرو بن كلثوم‎), famoso por su valentía y comportamiento despiadado en batalla. Los árabes antiguamente decían sobre Taghlib "Los árabes estuvieron a punto de ser erradicados por los Taghlib, si no fuera por la aparición del Islam".

## Los Taghlib
La gran Guerra Basus, entre los Taghlib y los Bakr, duró aproximadamente cuarenta años hasta que el rey lájmida de al-Hirah, 'Amr ibn Hind, les instó a hacer las paces a condición de que algunos de sus hijos serían tomados como rehenes por el rey.
El rey de Hira dijo un día a sus compañeros de bebida, "Sabéis de cualquiera entre los árabes cuya madre declina servir a mi madre?" Respondieron, "Sí, Amr Ibn Kulthum." El rey preguntó, "Por qué es eso?" Sus compañeros respondieron, "Porque su padre es Al-Muhalhel bin Rabī'ah, su tío es Kolaib un árabe prestigioso, su esposa es Kulthum Ibn Malik Ibn Etab, un caballero asombroso de los árabes y su hijo es Amr ibn Kulthum jefe de su clan."
Después de esto el rey envió a Amr Ibn Kulthum pidiéndole que le visitara junto con su madre Layla. Kulthum aceptó la invitación del rey y le visitó con sus compañeros de armas y su madre. Después de que llegaron y mientras Layla estaba sentaba, la madre del rey (tía de Imru'l Qays) Hind le pidió que le pasara el plato, a lo que Layla respondió, "Deja que la necesitada vaya a su necesidad" y cuando Hind insistió, Layla gritó diciendo: "Qué humillación!"
Su hijo la oyó y se sintió tan profundamente agitado por el insulto que tomó su espada y decapitó al rey de al-Hirah y mató a sus guardias mientras se marchaba.

## Oda
En su oda, los primeros ocho versos son una canción báquica al vino que quizás se añadió más tarde pero que se ajusta bien al poema. La siguiente sección temática narra la salida de su dama en su palanquín (una silla dentro de una pequeña tienda colocada encima del camello que durante los desplazamientos ocultaba a las mujeres de desconocidos, polvo y sol), y la alegría de la lucha a espada. Finalmente trata varios tipos de dolor - camellos sobre sus crías, madres por sus hijos, la partida de los amantes y la pena que trae el destino. Al llegar a este punto la oda se cubre de filosofía sobre la incertidumbre de la vida y el destino. Luego, se dirige al abuelo de la víctima - Amr b. Hind - discute sobre los ideales árabes y defiende a su madre otra vez. También alaba a sus antepasados.
| أَلاَ هُبِّي بِصَحْنِكِ فَاصْبَحِيْنَـا وَلاَ تُبْقِي خُمُـوْرَ الأَنْدَرِيْنَـا مُشَعْشَعَةً كَأَنَّ الحُصَّ فِيْهَـا إِذَا مَا المَاءَ خَالَطَهَا سَخِيْنَـاتَجُوْرُ بِذِي اللَّبَانَةِ عَنْ هَـوَاهُ إِذَا مَا ذَاقَهَـا حَتَّـى يَلِيْنَـاتَرَى اللَّحِزَ الشَّحِيْحَ إِذَا أُمِرَّتْ عَلَيْـهِ لِمَـالِهِ فِيْهَـا مُهِيْنَـاصَبَنْتِ الكَأْسَ عَنَّا أُمَّ عَمْـرٍوَ كَانَ الكَأْسُ مَجْرَاهَا اليَمِيْنَـاوَمَا شَـرُّ الثَّـلاَثَةِ أُمَّ عَمْـرٍو بِصَاحِبِكِ الذِي لاَ تَصْبَحِيْنَـاوَكَأْسٍ قَدْ شَـرِبْتُ بِبَعْلَبَـكٍّ وَأُخْرَى فِي دِمَشْقَ وَقَاصرِيْنَـاوَإِنَّا سَـوْفَ تُدْرِكُنَا المَنَـايَا مُقَـدَّرَةً لَنَـا وَمُقَـدِّرِيْنَـا (Hala chica! Arriba con el cuenco! Danos nuestro esbozo del amanecer y no perdones los vinos de al-Andarina, los brillantes destellos, como si el azafrán estuviera sobre ellos, siempre que el agua caliente se mezcla con ellos, oscila el ardiente deseo de su pasión cuando los pruebo suavemente; Mira al avaro de la piel desollada, cuando se le pasa el cuenco, de repente retiene su preciada propiedad en señal de burla. Oh Umm ‘Amr, has retenido el vaso precipitado hacia nosotros de hombro a hombro debería ser rápido y sin embargo tu amigo, al que se le niega el esbozo de la aurora, Oh Umm ‘Amr, no es el peor trío, y una copa de vino que bebí en Baalbek; y otra (copa de vino) en Damasco y Qāserīn y por supuesto el destino nos alcanzará predestinado para nosotros, como nosotros para él estamos predestinados.) |

## Sus obras
Sólo cuatro poemas suyos han sobrevivido:
- Ala hobey besahnek fasbahina (En la Mu'allaqat) Archivado el 8 de junio de 2017 en Wayback Machine.
- Aagma' sobbaty Archivado el 2 de diciembre de 2016 en Wayback Machine.
- Ala min mobalgha Archivado el 2 de diciembre de 2016 en Wayback Machine.
- En nasrkom ghada Archivado el 2 de diciembre de 2016 en Wayback Machine.